# Rusinów (Mazovie)
Pour les articles homonymes, voir Rusinów.
Rusinów (prononciation : [ruˈɕinuf]) est un village polonais de la gmina de Rusinów dans le powiat de Przysucha de la voïvodie de Mazovie dans le centre-est de la Pologne.
Le village est le siège administratif (chef-lieu) de la gmina appelée gmina de Rusinów.
Il se situe à environ 9 kilomètres au nord-ouest de Przysucha (siège de le powiat) et à 92 kilomètres au sud de Varsovie (capitale de la Pologne).

## Histoire
De 1975 à 1998, le village appartenait administrativement à la voïvodie de Radom.